# SEAT 1200 Sport
La SEAT 1200 Sport est une automobile de tourisme deux portes coupé produite par le constructeur espagnol SEAT entre 1976 et 1979. Ce modèle a été étudié en Espagne avec l'aide de Fiat Italie mais n'a été produit que pour le marché espagnol. 
La SEAT 1200 Sport a été présentée officiellement par SEAT en décembre 1975 et produite de février 1976 à septembre 1979. 

## Histoire
Ce modèle a revêtu une importance capitale pour SEAT, car c'est le premier de la marque espagnole à être entièrement développé à Martorell, dans le nouveau centre technique de R&D de la société. 
Lors du lancement, la voiture était proposée uniquement avec le moteur Fiat de 1 197 cm3 développant 67 ch DIN (49 kW), déjà utilisé sur la gamme SEAT 124, mais ici monté transversalement et incliné vers l'avant de 16°, comme sur les plus récents modèles Fiat à traction avant, Fiat 128 et 127. Ce moteur accouplé à une boîte de vitesses à quatre rapports autorisait une vitesse maximale de 157 km/h. Malgré les aspirations sportives, la puissance était assez limitée et le taux d'octane du carburant disponible en Espagne n'arrangeait rien.
La carrosserie avait un CX de 0,37. Le concept avait été repris d'une étude menée par NSU, après que la firme allemande eut abandonné son intention de lancer son propre petit coupé sur la base de la NSU Prinz, dont le prototype avait été présenté au Salon de Turin de 1970. Le moteur et la carrosserie avaient été conçus par le designer italien Aldo Sessano. 
Cette indépendance de SEAT sur le plan de la conception de nouveaux modèles apporta une grande fierté aux dirigeants de SEAT sans qu'ils n'aient jamais obtenu un véritable accord de la direction turinoise.
Ce sera la société de carrosserie Terrassa qui assura la production de ce nouveau modèle SEAT à partir du châssis de la SEAT 127. Bien que la conception originelle de la NSU Nergal était une propulsion avec moteur arrière, les ingénieurs de SEAT ont d'abord cherché à conserver cette disposition mais ils ont dû opter en faveur de la traction avant vu les énormes modifications à apporter à la plateforme de la Fiat 127.

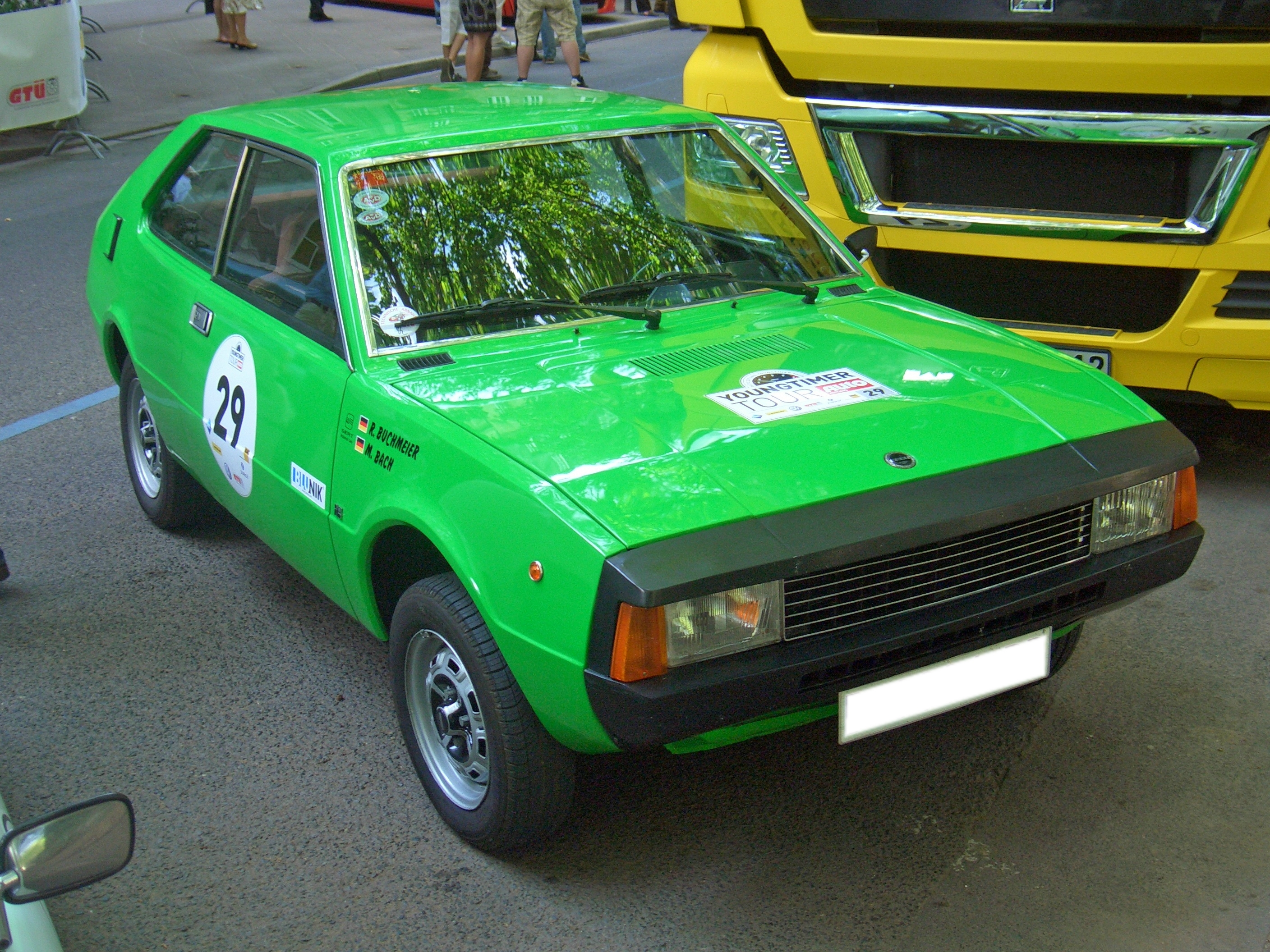
SEAT 1200 Sport, face avant

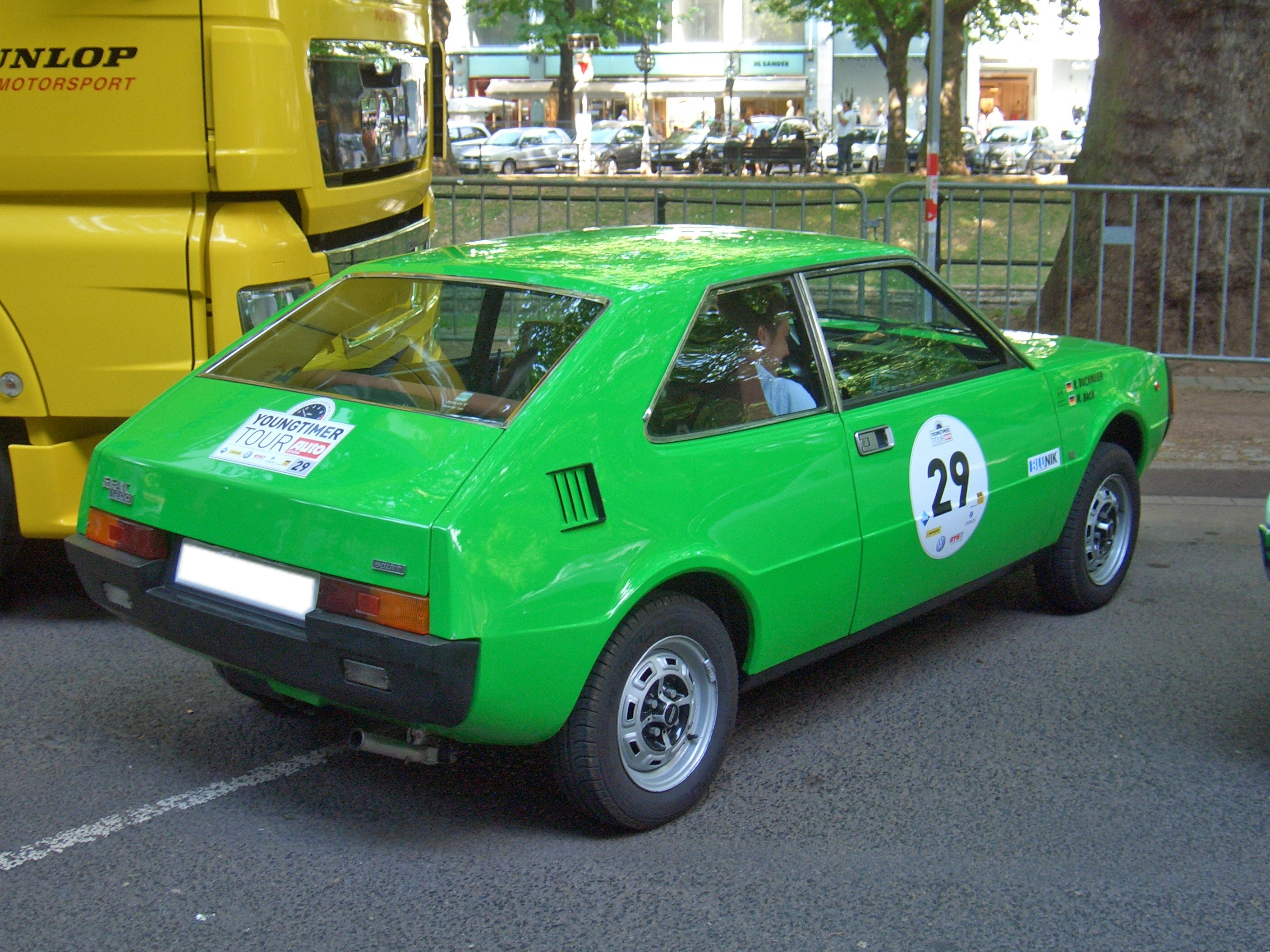
SEAT 1200 Sport, vue arrière

En 1977, SEAT lance la SEAT 1430 Sport Coupé, version plus puissante qui reprenait la même carrosserie mais équipée du moteur Fiat de la SEAT 1430. Ce moteur disposait d'une cylindrée de 1 438 cm3 développant une puissance de 77 ch DIN (57 kW) et permettait une vitesse de pointe de 164 km/h.
Ce modèle typiquement conçu pour le marché espagnol a été également exporté en très petit nombre dans d'autres pays européens comme l'Allemagne, la Hollande, la Belgique ou la France. Les deux modèles, 1200 et 1430 ont été abandonnées en 1979, avec l'apparition de la SEAT 128 3P et la Lancia Beta HPE. 
Au total, ce sont seulement 19 332 exemplaires de la SEAT Sport Coupé qui auront été fabriqués dont 11 619 équipés du moteur 1200 et 7 713 du moteur 1430. 
La voiture a été largement surnommée « Bocanegra » (litt. « bouche noire ») en Espagne en raison de la couleur et la forme de la calandre toujours en plastique noir.
En 2008, SEAT a présenté un concept car, la "SEAT Bocanegra", au Salon de Genève  en hommage à la 1200 Sport qui, comme elle, avait aussi une face avant noire.

## Production
Depuis son lancement en 1975 et jusqu'en 1981, les SEAT Sport 1200 et 1430 ont été produites à 19 332 exemplaires dont 11 619 1200 Sport et 7 713 1430 Sport.
La production annuelle des SEAT 1200 et 1430 Sport est reportée dans le tableau ci-dessous :
| Modèle                     | 1975 | 1976  | 1977  | 1978  | 1979  | 1980 | 1981 |
| -------------------------- | ---- | ----- | ----- | ----- | ----- | ---- | ---- |
| SEAT 1200 Sport            | 391  | 7 322 | 2 478 | 1 271 | 156   | 1    |      |
| SEAT Sport 1430            |      |       | 1 588 | 4 267 | 1 856 | 1    | 1    |
| Production totale annuelle | 391  | 7 322 | 4 066 | 5 538 | 2 012 | 2    | 1    |